# インターネット操作
インターネット操作（インターネットそうさ、英語: Internet manipulation）とは、商業的、社会的、軍事的、政治的な目的を持って、オンライン上でアルゴリズム、ソーシャルボット、自動化スクリプトなどのデジタル技術を使用することである。インターネットとソーシャルメディアでの情報操作は、メディア消費や日常のコミュニケーションのためにデジタルプラットフォームの重要性が高まっているため、偽情報を拡散させるための主要な原動力となっている。政治的な目的のために利用された場合、インターネット操作は世論を誘導したり、市民を二極化させたり、陰謀論を広めたり、政治的な異論を抑圧するために悪用される恐れがある。インターネット操作は、たとえば、競合企業や政敵の信頼を傷つけようとしたり、ブランドの評判を高めようとするなど、利益を求めて行われることもある。また、インターネット操作は、インターネットの検閲を選択的に執行したり、インターネットの中立性を選択的に侵害するために利用される場合もある。
プロパガンダを目的とする、データ分析とインターネット・ボットを利用したソーシャルメディア上でのインターネット操作は、コンピュータ・プロパガンダと呼ばれる。